# Ceratostylis sayeri
Ceratostylis sayeri är en orkidéart som beskrevs av Rudolf Schlechter. Ceratostylis sayeri ingår i släktet Ceratostylis och familjen orkidéer. Inga underarter finns listade i Catalogue of Life.